# مردم بودوخ
مردم بودوخ (انگلیسی: Budukh people)(Будад) مردمانی هستند که عمدتاً اهل روستای کوهستانی بودوق در شمال شرقی جمهوری آذربایجان، یکی از اقوام شاه‌داغ هستند. آنها به زبان بودوخ صحبت می کنند که یکی از زبان‌های قفقازی شمال شرقی از شاخه زبان‌های لزگی است. زبان ترکی آذربایجانی نیز در میان آنان رایج است.
بیشتر مردم بودوخ مسلمان سنی هستند.